# Mouvement démocratique de la rénovation malgache
 (février 2018).
Si vous disposez d'ouvrages ou d'articles de référence ou si vous connaissez des sites web de qualité traitant du thème abordé ici, merci de compléter l'article en donnant les références utiles à sa vérifiabilité et en les liant à la section « Notes et références ».
Le Mouvement démocratique de la rénovation malgache (M.D.R.M.) est un parti politique malgache fondé le 22 février 1946 et dissous le 10 mai 1947, qui avait pour but à court terme l'autonomie de Madagascar au sein de l'Union française. Il a laissé une forte empreinte dans la mémoire malgache.
Bien organisé et pris en main par une partie de l'élite intellectuelle malgache, le fait que la plupart de ses leaders (Joseph Raseta ou Joseph Ravoahangy) soient des Merinas des Hauts-Plateaux, ainsi que ses revendications politiques radicales, suscite contre lui la formation du Parti des Déshérités de Madagascar (PA.DES.M.), formé essentiellement par des Côtiers menés par Philibert Tsiranana, et favorable à un processus d'autonomie graduelle.
La sanglante insurrection du 29 mars 1947, qui cause la mort de 150 Français et de milliers Malgaches, et la féroce répression qu'elle entraîne, atteint également le M.D.R.M. En effet, certains de ses groupuscules en marge, tels que le PA.NA.MA. (Parti national malgache) sont impliqués dans l'éclatement des violences. Les autorités coloniales décident alors la dissolution du Mouvement et l'arrestation de ses dirigeants, y compris deux élus du Conseil de la République et un de l'Assemblée nationale. Ceux-ci sont condamnés à de lourdes peines et exilés de leur île. De nombreux militants sont arrêtés et torturés.
Sans doute victime de son influence et de son radicalisme, le M.D.R.M. disparaît, laissant seuls les sociaux-démocrates du PADESM, obtenir l'indépendance de Madagascar. Une fois l'indépendance de Madagascar proclamée le 26 juin 1960, le Président Tsiranana obtient l'amnistie des trois principaux dirigeants du M.D.R.M. et permet leur retour triomphal dans leur pays.

## Formation du mouvement
Au lendemain de la Seconde Guerre mondiale, le désir d'émancipation émerge au sein des élites autochtones des pays constituant l'empire colonial français. Quelques hommes politiques en France, dont le général de Gaulle, ressentent d'ailleurs la nécessité de changer les anciennes relations de domination en liens privilégiés de coopération. Dès 1944, le discours d'ouverture de la conférence de Brazzaville, par Charles de Gaulle contribue à donner des espoirs aux partisans d'une telle émancipation. Désormais, les colonisés sont appelés à participer à la gestion des affaires intérieures de leurs propres pays. C’est dans cette optique que Madagascar peut bénéficier de deux sièges de député à la première Constituante. Des élections sont organisées en novembre 1945. Joseph Ravoahangy et Joseph Raseta sont élus sous l’étiquette de « restauration de l’Indépendance de Madagascar ». Au début du mois de décembre 1945, ils gagnent Paris, décidés à revendiquer l’indépendance de l'île.

### Une naissance en plusieurs étapes

#### Naissance du MDRM à Paris
Dès leur arrivée, les deux députés sollicitent l’aide de la diaspora malgache et entreprennent de prendre contact avec les forces politiques françaises (partis, syndicats, institutions gouvernementales…). Mais ils se heurtent à de fortes réticences. Le besoin d’un appui populaire commence à se faire sentir d’autant plus que les forces politiques métropolitaines pensent que les revendications nationalistes malgaches ne sont que celles des minorités hova, d’où la volonté de créer un parti de masse. Le 22 février 1946, le M.D.R.M. est ainsi fondé légalement au café du Vieux Paris dans le Quartier latin, par les deux députés aidés de quelques personnes de la diaspora dont Jacques Rabemananjara (la création à Paris permet également de s'appuyer sur la loi de 1901 sur les associations qui n’est pas encore promulguée à Madagascar),,.

#### De Paris à Madagascar
L’implantation du M.D.R.M. dans la Grande Île s’effectue en plusieurs étapes. Elle commence au moment de la formation des comités électoraux qui soutiennent Joseph Ravoahangy et Joseph Raseta.
Au niveau national existe le Comité présidé par le docteur J. Rakotonirainy et comprend des personnalités qui sont des vieux-loups du mouvement d’émancipation malgache (Randriambololona, Ranaivo Paul, Ranaivo Jules…) qui ont fait leur école dans les structures nationalistes tels que la V.V.S., le S.R.I. ou autre P.C.R.M.. Après les élections et étant donné la victoire de ses deux candidats, le Comité cherche le moyen de mieux soutenir ces derniers et leurs actions par des propagandes actives et des envois de fonds à Paris. Ainsi, il décide de créer les syndicats des auteurs et de la presse libre dont les actions sont destinées à faire une campagne de propagande en faveur de l’indépendance. Ils essayent également d’assurer l’éducation politique des Malgaches afin de les rendre plus sensibles à la notion d’autodétermination et aux programmes de deux parlementaires. Face aux succès de ces syndicats et consciente de leurs véritables objectifs, l’administration coloniale décide de réagir en les interdisant et en condamnant leurs principaux responsables à des peines d’amende (mai 1946). Dépourvus de structure de lutte, les partisans des députés voient dans la création du M.D.R.M. la solution idéale et inespérée pour combattre l’oppression coloniale.
Ainsi, l’ancien Comité électoral de deux élus reçoit en avril 1946 le mandat des créateurs de M.D.R.M. de l’implanter, d’abord à Tananarive, en vue des élections de 1946. Et le 18 juin 1946, le parti s’implante officiellement et légalement à Madagascar. Parti de Tananarive, le mouvement de formation des sections, de sous-sections et des cellules gagne rapidement les autres régions de la Grande Ile. En fait, on doit cette rapidité aux actions des syndicats de presse, à la transformation des anciens comités électoraux en sections, sans oublier les apports des coopératives nationalistes dont la création est à mettre à l'actif du S.R.I. et du P.C.R.M..

### Le M.D.R.M. et l’héritage des mouvements nationalistes de l’avant-guerre
Analyser la naissance du M.D.R.M., c’est examiner les legs que les structures nationalistes de la première moitié du XXe lui ont laissés. Ainsi, le parti a hérité de cette conception nationale (Madagascar forme ainsi une seule nation) chère à la V.V.S. et que le S.R.I. et le P.C.R.M. ont prôné. D’ailleurs, c’est grâce à ces derniers si le nationalisme malgache a cette teinte communiste dès les années 1930. Mais, il ne faut pas oublier les apports des actions entreprises par Jean Ralaimongo, d’abord dans le nord de l’île, en particulier cette lutte pratique et directe dans la mesure où il a pu orienter sa lutte contre la colonisation vers un terrain d’action sociale beaucoup plus populaire : celui de la lutte contre l’injustice et les abus de la colonisation comme la spoliation des paysans de leurs terres.
À part cette lutte concrète sur le terrain social, le M.D.R.M. a également hérité de cette forme de lutte plus centrée sur le débat idéologique orchestré par une presse débordante d’activités et dont l’influence s’étend même dans les campagnes malgaches, en particulier grâce à la lecture collective des journaux nationalistes. Publiés à Tananarive, capitale du nationalisme dès la fin des années 1920, ces journaux jouent plus que jamais leur rôle de principal instrument de lutte du mouvement d’émancipation. En effet, les structures comme le S.R.I. ou le P.C.R.M. sont plus exposées aux risques de la répression infligée par l’administration coloniale. Mais si elles disparaissent juste avant la guerre de 1939, elles laissent au M.D.R.M. une culture politique qui va des modes d’actions comme la clandestinité aux modes d’expression comme les élections, ainsi que des cadres qu’elles ont formé et qui animent le parti, sans oublier les vastes systèmes de réseaux qu’elles ont mis en place et structurent le M.D.R.M. (coopératives, réseaux de militance, syndicats…).
Pour terminer sur les origines de ce grand parti, on doit démontrer qu’il est le fils de son temps et reflète les idées et les courants de pensée de son époque en se nourrissant et en s’inspirant de leurs contenus (influence des événements consécutifs à la guerre, à la décolonisation, à la Guerre froide…). Sa naissance ne peut être également dissociée de cette volonté de la France républicaine de réformer sa politique coloniale dans le sens d’une participation des colonisés à la gestion de leurs propres affaires internes, symbolisée par la Conférence de Brazzaville. Ainsi, le M.D.R.M. se veut une structure qui permet aux Malgaches justement de participer à l’administration de Madagascar grâce aux réformes structurelles entreprises par la France (notamment la mise en place des Assemblées locales). Ce dernier constat implique que l’origine du parti est largement associée à la conjoncture politique libérale de l’après-guerre et en particulier à cette prise de conscience de la plupart des Malgaches du fait que la colonisation et ses différentes formes oppressives ont trop duré et que la liberté et l’indépendance sont les seules solutions à leurs problèmes et à leurs souffrances. Ce que le M.D.R.M. va propager dans sa campagne de propagande.

## L’indépendance: objectif ultime
Par essence, un parti politique est un médiateur entre les aspirations du peuple et le pouvoir central. En effet, il doit être le porte-parole de la population ou une partie de celle-ci et également un instrument qui permet à cette dernière d’orienter la politique de l’État dans le sens qu’elle veut. Ainsi, le M.D.R.M. déclare qu’un parti permet justement de « connaître le penchant de la population…de [son] désir le plus ardent dans son cœur » . Et c’est dans cette optique qu’il pense être le moyen d’expression et d’action dans la main des Malgaches dans leur quête de liberté et d’indépendance.

### Madagascar: État libre au sein de l’Union Française
Longtemps assimilationnistes, les nationalistes malgaches sont, dans leur majorité, indépendantistes au lendemain de la guerre. Les élections de  novembre 1945 le démontrent clairement. D’ailleurs, c’est à cette époque qu’il faut chercher l’origine directe de la politique du M.D.R.M. concernant le statut de Madagascar. Dans ce cas, il faut analyser le programme qui a permis à Ravoahangy et à Raseta, fondateurs du parti, de se faire élire.

#### La restauration de l’indépendance
Malgré la popularité du pasteur Ravelojaona, premier Malgache élu, son adversaire, le docteur Ravoahangy, est plébiscité. Une victoire qu’il doit à son programme qui revendique l’indépendance de l’île. Dès cette époque, le Comité de deux candidats propage déjà les idées qui justifient cette revendication et que le M.D.R.M. véhiculera en les adoptant comme siennes : recours à l’image du passé précolonial malgache, à la tradition française (entre autres les Principes de 1789), au « vœu international » exprimé par les grandes Déclarations internationales ; discours sur les cinquante années d’évolution sous « l’éducation française » déjà réalisée ; la nécessité de l’unité des Malgaches ; le caractère sacré du Tanindrazana (patrie)… En même temps, on dénonce les méfaits de la colonisation et ses abus. Le succès de Ravoahangy et son collègue Raseta renforce le camp indépendantiste ; à aucun moment, l’autodétermination n’est jamais aussi proche, du moins dans la conscience populaire.

#### Le M.D.R.M. et la question d’indépendance
À sa création en 1946, le mouvement de la rénovation est conçu pour trois buts essentiels – dans le court terme - : le retour à l’indépendance et à la souveraineté de Madagascar, la réforme sociale et économique, et enfin l’établissement d’une politique de coopération avec la France. Parmi ce trio, le premier est le plus important, même s’il est désigné sous une expression plus atténuée mais combien évocatrice de « restauration de l’ « État malgache indépendant » dans le cadre de l’Union Française ». On note ici l’une des caractéristiques du parti : le respect du cadre légal de la IVe République française dont la Constitution stipule que « la France forme avec les peuples d’outre-mer une union fondée sur l’égalité des droits et des devoirs…écartant tout système de colonisation fondée sur l’arbitraire… ». Ainsi, le statut d’État libre au sein de l’ensemble institutionnel français est l’objectif officiel du parti. La proposition de loi de deux députés à la première Constituante en 1946 le montre clairement. Mais, il semble que les parlementaires malgaches changent de programme entre la période qui va de novembre 1945 à la naissance du M.D.R.M. en février 1946. Des explications s’imposent alors. On peut en citer deux.
La première vient du fait que les députés se sont heurtés à l’opposition d’une grande partie des forces politiques françaises dans leurs actions. Ils comprennent alors que dans le système politique français, ce sont les rapports de force politique qui comptent ; c’est pourquoi, ils commencent par créer une structure qui peut les créer : avec l'aide de la diaspora malgache de France, ils initient le M.D.R.M. ; puis, ils recentrent la revendication des nationalistes malgaches, du moins celles de leurs partisans. S’inspirant des accords préliminaires de Hanoï (par lesquels la France reconnaît la République de Viêt Nam proclamée en septembre 1945 comme un État libre), ils choisissent l’option « État libre au sein de l’Union Française ». En fait, cette dernière n’est qu’un consensus entre la volonté des Malgaches d’avoir leur indépendance qu'ils sont censés chercher à Paris  et la politique conservatrice de la majorité des Français  et des représentants des autorités métropolitaines à Madagascar ainsi que des colons plus que jamais attachés à leurs privilèges acquis. Ils auraient pensé que la modération de leur proposition, sans blesser l’amour-propre de ses électeurs, aurait attiré vers eux la sympathie et l’aide de la majorité des forces politiques françaises qui leur sont hostiles (mais, ils ont dû déchanter car seul le parti radical-socialiste de Herriot se déclare favorable à leur cause tout en posant des conditions, notamment la sauvegarde des intérêts français à Madagascar) .
Ainsi, pour la presse proche du M.D.R.M., cette option est une politique qui se veut réaliste, « dans le domaine du réalisable » argumente Ny Kintan’ny Maraina. L’administration elle-même est de même avis selon un rapport de la Direction des Affaires Politiques : « styvio est parti en France l’an dernier avec une idée fixe que l’exercice du mandat législatif et le contact des réalités semblent l’avoir entamé » .
Face aux critiques, les députés et ses partisans se défendent et rejettent l’épithète « traîtres ». D’ailleurs, pour eux et le M.D.R.M., l’Union Française n’est qu’une étape vers l’indépendance intégrale. Styvio l’affirme bien lors de ses conférences tenues pendant sa tournée en août 1946 pour promouvoir la reprise du travail. En fait, il profite des moyens mis à sa disposition par l’administration coloniale pour éclaircir la politique de son parti et renouer la confiance avec le peuple.
La seconde explication de ce « revirement » est d’ordre technique. Elle repose sur la loi d’annexion du 6 août 1896, longtemps la bête noire des nationalistes. Ainsi, l’abrogation de cette loi est, pendant des années, une de leurs principales revendications. Lors de sa conférence qui s’est tenue au stade d’Antanimena, le 10 mai 1946, Styvio déclare « qu’il a présenté au gouvernement français un mémorandum relatant les relations entre la France et Madagascar   entre  1863  et  1895  et  dans  lequel  il  a  également demandé l’abrogation de cette loi d’annexion et l’institution d’un « État libre au sein de l’Union Française » conformément à l’article 41 de la nouvelle Constitution » car il ne peut y avoir une union librement consentie entre maître et valet. Il faut donc auparavant que nous soyons libres. De même, lors des événements du 19 mai 1946, le M.D.R.M. confie à Jules Ranaivo la confection des banderoles censées apporter au Haut-commissaire les revendications des Malgaches. L’une d’elles a comme message : « À bas la loi d’annexion du 6 août 1896 ». Raseta lui-même déclare à la tribune de l’Assemblée Nationale française le 6 août 1947 que la France n’a pas respecté le traité de Protectorat du 1er octobre 1895 en proclamant unilatéralement l’annexion de Madagascar. Ainsi, pour le M.D.R.M. et ses leaders, ce n’est qu’une loi injuste et non légitime, alors qu’elle tient l’île sous le joug colonial dans la mesure où elle légalise l’établissement et le  maintien de la situation de la Grande Ile comme une colonie. Cette loi disparue, tout serait possible pour le futur statut de Madagascar y compris l’indépendance intégrale.
Cette loi abrogée, la colonisation le serait automatiquement et légalement. Ainsi, les députés et leurs partisans se soucient peu de dénominations : État libre ou indépendance, peu importe, c’est plus ou moins la même chose, on entre dans le premier (État libre) pour aboutir dans le second (indépendance intégrale) car l’accès à ces deux statuts nécessite une seule condition principale : l’abrogation de la loi du 6 août 1896. Le journal Mongo l’écrit sans ambiguïté quand il rappelle l’objectif du M.D.R.M. : « revendiquer le retour de l’indépendance de Madagascar, la jouissance pour les Malgaches des droits en tant que nation mais tout en restant reliés comme des frères avec la France, et cela, tout comme la France est reliée avec les autres Nations du monde » . Ici, l’emploi du terme « restauration » est à ce  point explicite : le M.D.R.M. veut le retour de l’indépendance d’un « État malgache » précolonial qui avait une relation avec les grandes puissances de son époque dans le cadre d’un État à un autre (Styvio parle d’un « cadre supérieur »), tandis que Rabemananjara écrit que « c’est dans l’indépendance ainsi admise de part et d’autre que se trouvent pleinement réalisées entre les deux nations les conditions de l’égalité des droits », pour sa part Raseta insiste sur le mot « indépendance » au lieu d’ « État libre » dans son discours à l’Assemblée Nationale, le 6 mai 1947 au moment où à Madagascar l’insurrection fait rage : « le mot indépendance choque horriblement quelques oreilles, mais il est français et nous le maintenons » .
Pour mieux légitimer sa revendication de l’indépendance, le M.D.R.M. réclame la reconnaissance de l’existence d’une personnalité malgache et proclame comme objectif sa rénovation dans la mesure où le Malgache est longtemps dévalorisé par les Français. Ainsi, l’administration coloniale a pris des mesures, quoique légales, mais qui sont très dévalorisantes dont l’indigénat  – qui place l’indigène dans une situation d’infériorité par rapport aux autres –  les travaux forcés, les réquisitions…
Afin d’y remédier, le parti réclame l’affirmation et l’épanouissement de la personnalité malgache. Aidé par une presse très active, il se lance dans une politique de « relèvement » du Malgache et de sa personnalité. L’apologue des us et coutumes malgaches en est un exemple. On exhorte les Malgaches à être fiers d’eux et de saisir « la supériorité de ce qu’on appelle des « Malgaches » . Évidemment, cette promotion du « label » malgache n’est peut être pas à dissocier, selon le M.D.R.M., d’un développement socio-économique. Ainsi, le parti prévoit déjà quelques programmes dans ce sens  même s’il réserve l’essentiel au moment où il aura une marge de manœuvre beaucoup plus large, c’est-à-dire quand l’indépendance sera acquise.

### Madagascar indépendant
Le parti a des idées assez vagues et confuses quant à ses futurs projets de société concernant la Grande Ile au moment de son accession à l’indépendance. Ses dirigeants affirment que la question n’est pas encore à l’ordre du jour, seule l’acquisition de l’indépendance les préoccupe. Une telle attitude s’explique, sans doute, par leur volonté de ne pas inquiéter les autorités coloniales qui  peuvent répliquer à tout moment. Mais en analysant les discours du parti et les programmes de ses candidats aux diverses élections, on peut entrevoir, en filigrane, certaines de ses futures actions.
La plus grande certitude se dégage à propos de la forme et le type du futur État. Il sera une République et n’a rien à voir avec l’ancienne monarchie merina du XIXe siècle (le parti parle de restauration de l’ « indépendance » de l’ancien État merina et non pas le retour de ce royaume avec ses structures sociales ou politiques). Ses institutions seront démocratiques dans le sens où l’attribution des pouvoirs se fait par l’intermédiaire des élections libres. Madagascar sera « une » et indivisible et ses habitants ne formeront qu’une seule et unique nation.
Cet État malgache sera alors socialiste  dans la mesure où tous les Malgaches seront égaux et qu’aucune exploitation des uns par les autres ne sera tolérée. Par ailleurs, le M.D.R.M. voudra fonder une société  égalitaire  dans  laquelle  les  femmes  et  les hommes sont  égaux et que les premières seront appelées à jouer un rôle dans le développement du futur État malgache. Fidèle à cet idéal socialiste, le parti veut aussi abolir toutes formes de stratifications hiérarchiques au sein de la future société surtout celles qui sont nées pendant la période précoloniale, ainsi que toutes différenciations entre campagnes et villes et entre les « côtiers » et les originaires des Hautes-Terres, enfin entre les « nobles » et les descendants d’esclaves. R.W. Rabemananjara résume le programme en ce terme : « les responsables de la Rénovation malgache [ont pensé qu’on devrait instaurer]…une nouvelle éducation civique tendant à détruire tout  germe de féodalisme et de réaction conservatrice dans la société malgache guidée par la rénovation » .
Dans la gestion du futur État malgache, le parti prévoit la participation de tous les Malgaches sans distinction ainsi que ceux qui ont choisi Madagascar comme leur terre d’adoption. Styvio va plus loin quand il déclare qu’ « il est indispensable que les deux éléments de la population malgache d’origine et néo-malgache, soient équitablement représentés dans tout gouvernement malgache à constituer » .
En général, les projets socio-économiques du parti s’inspirent largement du programme de Raseta lors des élections à la première Constituante : les efforts du futur gouvernement malgache sont axés sur la constitution d’une banque malgache, l’intensification de l’agriculture et de l’industrialisation nationale et de leur réorganisation, la création d’université et des centres de coopération internationale, une politique démographique nettement nataliste, l’installation de laboratoires et des grandes écoles centrales ainsi que des usines.

### Les moyens de revendications
Dans la mesure où le M.D.R.M. se veut être un parti légaliste et pacifiste, toutes actions violentes pour arriver à ses fins sont à écarter. Ainsi, le parti adopte une politique de « désobéissance civile » (boycott des produits français…), de propagande intensive pour populariser l’idée d’indépendance chez les Malgaches, des efforts pour gagner les élections afin de s’assurer d’un soutien populaire nécessaire. Le M.D.R.M. organise aussi des manifestations comme celle du 19 mai 1946. Il essaie également de mener des actions de persuasion et de négociation avec les autorités et  les forces politiques françaises et une campagne de propagande en faveur de la cause nationale auprès de la communauté internationale.
Dans son programme, le parti de la rénovation s’est préoccupé des problèmes rencontrés par les Malgaches dans leur vie quotidienne. Mais son objectif ultime reste l’acquisition de l’indépendance intégrale même si, réaliste devant les difficultés, le parti a opté, mais comme une  étape seulement, pour un  État libre au sein de l’Union  Française. Mais une grande partie de ses partisans comme la plupart des Malgaches continue à réclamer une indépendance totale et immédiate. D’ailleurs, c’est pour cette raison que le M.D.R.M. a pu avoir le succès qu’il a connu dans sa brève existence.

## Une influence et une implantation nationales
De 1946 à sa disparition le 10 mai 1947, le M.D.R.M. a connu un succès considérable grâce à ses atouts qu’il a su mettre en valeur : appui de ses parlementaires, absence de réaction rapide et sérieuse de la part de l’administration contre lui et qui aurait, certainement, pu empêcher son développement – les autorités françaises pensent qu’il constitue une structure crédible pouvant représenter les Malgaches  et jouer le rôle de soupape de sûreté. Mais cette réussite est également à  mettre au compte de l’habilité et de la vitalité du parti et de ses militants pendant leur campagne de recrutement et de propagande. Ainsi, en un peu plus d’une année d’existence, le M.D.R.M. se renforce, étoffe sa base et affirme ouvertement sa force grandissante qui se traduit par sa forte pénétration au sein de la société et dans tous les domaines (économique, social, culturel…) le faisant ainsi comme étant le phénomène le plus important et le plus agissant du milieu du XXe siècle à Madagascar. L’exemple de la province de Tananarive est une parfaite illustration.

### La province de Tananarive: une région à forte implantation nationaliste
Depuis le début de la colonisation, la région des Hautes-Terres et en particulier la province de Tananarive était toujours un bastion du mouvement d’émancipation. Cette dernière région a bénéficié de la présence des structures comme la V.V.S, le S.R.I et le P.C.R.M. dans sa lutte pour la cause nationale. En outre, elle a la plus forte diffusion de la presse nationaliste. En effet, les journaux autonomistes réussissent à y vendre plus du tiers de leurs exemplaires à cause de la facilité de transport et de la relative liberté de diffusion que l’on y rencontre.
Ainsi, au lendemain de la création du M.D.R.M. et de son implantation à Madagascar, de nombreuses sections du parti nationaliste se forment dans la province centrale. À part les puissantes sections de Tananarive-ville ou d’Antsirabe, le parti est présent même dans les petites localités. Ainsi, le district de Betafo possède six sections de près de 650 membres, le poste de Faratsiho en a sept, tandis que les cantons d’Ambohibary Sambaina, Soanindrariny, Belazao, Vinaninony renferment respectivement sept, cinq, trois et trois sections du M.D.R.M. .
Dans le district d’Ambatolampy, une section s’est formée le 16 décembre 1946 grâce à trois commerçants qui se sont, d’abord, inscrits à Tananarive. Mais le bureau politique central lui confie la mission d’organiser une section dans cette ville d’Ambatolampy.
À travers l’exemple de ces sections du district d’Ambatolampy et leur développement, on peut remarquer l’habilité de  la propagande du  parti et qui est à l’origine de son expansion rapide dans la province centrale. En fait, l’analyse des contenus ainsi que le fond de propagande du M.D.R.M. permet de constater que le parti utilise différents types de discours tant en milieu rural qu’urbain.

#### Propagande en milieu rural
Le discours du parti de la rénovation varie suivant les milieux concernés et les personnes visées. En brousse, ils insistent plus sur les exactions, les oppressions et les institutions arbitraires ainsi que le caractère abusif et injuste du système colonial. La solution n’est autre que l’adhésion au M.D.R.M.. Dans ce premier cas, le parti focalise ses discours sur la réalité quotidienne des paysans, comme l’explique un informateur du chef de district d’Ambatolampy : « Dans leurs discours extérieurement de forme plus ou moins pastorale, les fameux conférenciers [du M.D.R.M.] pour pouvoir attirer l’attention de leurs simples et naïfs auditeurs commencent à prêcher sur les souffrances apportées depuis longtemps à la population malgache et venant, disent-ils, de l’autorité française et de ses agents. Ils répètent mille fois dans le même discours les prétendues mesures de rigueur et poursuites arbitraires faites par les vazaha dans le but de brimer, vexer et torturer les indigènes » . Sur ce constat, les mêmes conférenciers poursuivent que « Styvio a obtenu la suppression de l’Office du riz, de la réquisition, du travail forcé et de l’indigénat. Vous devez voter pour lui et vous inscrire à son parti pour qu’il demande et obtienne l’indépendance. Quand nous aurons l’indépendance, nous gérerons nous-mêmes nos affaires financières, économiques, sociales. Les Français ne nous commanderont plus » .
Le M.D.R.M. utilise et exploite habilement le mécontentement populaire consécutif aux souffrances provoquées par la guerre et l’effort de guerre, la pénurie, le marché noir, l’inflation ainsi que l’effondrement du pouvoir d’achat et la difficulté socio-économique qui contrastent avec la liberté politique fraîchement acquise. Après et grâce à l’abolition des institutions oppressives telles que l’indigénat et le travail forcé, la population ose de plus en plus exprimer son mécontentement et ses revendications. Ces dernières sont généralement axées sur la nécessité d’une réforme socio-économique dans le but d’améliorer le bien-être de tout un chacun ; l’indépendance même n’est voulue que parce qu’elle est vue comme une solution efficace contre ces problèmes socio-économiques qui ont des répercussions sur le quotidien des Malgaches. Ainsi, on peut dire que le succès du parti, surtout dans les campagnes, provient de la conjonction de son programme au besoin immédiat des Malgaches. Tant que le M.D.R.M. réclame des mesures pour alléger le poids des impôts, pour combattre les injustices dont la population est victime, le soutien populaire lui est assuré, d’autant plus que bon nombre des Malgaches participent de plus en plus ouvertement à la vie politique de leur pays. Beaucoup n’hésitent pas alors à adhérer aux partis politiques et majoritairement au M.D.R.M. car ce dernier a une existence légale et régulière (alors qu’il combat l’administration contre ses pratiques oppressives). Une situation que la propagande du parti met en avant lors de ses conférences, comme le déclare le secrétaire de la section d’Ambatolampy : afin de recruter le plus de membres possible, « nous appuyons sur le texte que notre parti n’était pas clandestin, mais légal et déclaré à Paris et à Tananarive » . D’un coup, la peur et les réserves que la majorité des Malgaches a envers les sujets politiques disparaissent, et leurs inspirations longtemps inavouées sont étalées sur toutes les tribunes et structures existantes. Et le M.D.R.M. n’est qu’une d’entre elles, peut-être, la plus importante et la plus organisée, d’où justement les adhésions massives en sa faveur.
Une autre manifestation de l’habilité du parti est l’utilisation de la structure sociale traditionnelle et son recours systématique à des formules ou des institutions dont les poids sociaux sont lourds de signification : le Fihavanana, l’entraide, le secours mutuel. Pour promouvoir une telle stratégie, des différentes sections locales créent des coopératives qui aident les gens à se procurer certains produits de première nécessité. Ces coopératives assurent aussi des revenus réguliers aux paysans en achetant leurs produits à un prix raisonnable. Quant aux sections du M.D.R.M., elles se présentent comme des associations d’entraide et à but philanthropique, d’où leur franc succès dans certaines régions comme justement le district d’Ambatolampy  et d’Antsirabé.
Dans les villes, le parti de la rénovation adopte une stratégie, certes assez similaire, mais spécifique au milieu.

#### La propagande en milieu urbain
Dans les centres urbains et parmi les gens lettrés, le M.D.R.M., tout en dénonçant les abus de la colonisation et tout en réclamant des réformes, adopte un type de propagande beaucoup plus savant et à forte connotation intellectuelle, et qu’il utilise avec l’aide des arguments souvent tirés des idées des grands philosophes (Jean-Jacques Rousseau…) et de certaines personnalités étrangères importantes (De Gaulle, Roosevelt, Gandhi…). Dans ce second cas, le parti tente d’exploiter plus particulièrement la culture politique de ses auditeurs ; c’est pourquoi, il cite volontairement les grandes Déclarations internationales (Charte de l’Atlantique et de San Francisco), les bouleversements dus à la guerre, l’évolution à terme des Malgaches, l’avènement de la décolonisation... Le parti utilise comme cadre de propagande des conférences, des journaux et des meetings (comme celle du 19 mai 1946).
Dans les villes (comme dans les villages ruraux), dans le but de mieux atteindre la population, le M.D.R.M. entreprend un travail à la base et qui se révèle être très efficace. Il déploie des associations rattachées à ses sections locales (jeunes, femmes…) pour inculquer au sein de la population à majorité illettrée un minimum de culture politique : on explique les grandes lignes de la politique du parti, la légitimité de la revendication de l’indépendance, les grands bouleversements de l’après-guerre, l’Union française... Une telle stratégie montre une autre chaîne qui relie le parti aux autres structures nationalistes antérieures (P.C.R.M., syndicats, sociétés secrètes…) qui sont les premières à encadrer la population dans le cadre de la lutte pour la cause nationale. C’est ainsi que le terrain est devenu fertile pour que le M.D.R.M. puisse cultiver sa politique et son idéologie indépendantiste, aidé, il est vrai, par sa politique d’ouverture.

### Le M.D.R.M.: un parti de masse
Une des principales caractéristiques du parti de la rénovation est la présence en son sein de toutes les catégories sociales, professionnelles, confessionnelles…. Cela est dû à sa volonté d’être ouvert à toutes les tendances.

#### M.D.R.M.: un parti ouvert
Dans sa lutte pour l’indépendance et la rénovation, le parti a toujours prôné l’unité malgache et des Malgaches. Ainsi, Mongo, une de ses organes, écrit en janvier 1947 que « le M.D.R.M. n’a pas été créé uniquement pour des personnes, comme les petites et les Merina, etc., mais pour tous les Malgaches. Il ne porte pas les pauvres et les petits à se dresser contre les riches et les grands, ni excite la masse à s’opposer aux hommes d’élite, mais il encourage tous les Malgaches désireux de voir revenir l’indépendance de leur pays à se réunir sous sa bannière en vue d’une lutte commune » . Autrement dit, le parti appelle tous ceux qui souffrent de l’oppression coloniale inhumaine. Il en résulte l’étendue considérable de sa clientèle : « les  Merina et les  Betsimisaraka, les Sakalava et les Betsileo, les Bara et les Antandroy et toutes les tribus de Madagascar y sont toutes entrées et s’y entendent bien. Les croyants et les païens, les chrétiens des diverses confessions » énumère Mongo. En fait, le M.D.R.M. a un système de recrutement sans réserve et non sélectif en essayant d’intégrer le plus grand nombre de personnes sans distinction de groupe de population, de provenance sociale, de condition socio-économique ou professionnelle… Chacun est appelé et recrute au nom d’une seule cause : l’indépendance du pays, car son acquisition passe par l’union de tous les Malgaches. D’ailleurs, c’est au nom de cette union que le parti veut supprimer, entre ses membres, les barrières de sexe, d’âge, de condition sociale, d’ethnie. Une telle stratégie ne peut que favoriser l’ascension du M.D.R.M. sur l’échiquier social et politique, facilitant ainsi sa pénétration au sein de divers mouvements de masse.

#### Les mouvements de masse
Les sections du M.D.R.M. entretiennent en leur sein un certain nombre d’associations qui ont pour but d’encadrer la masse des adhérents : association de jeunesse, de femmes, d’adultes, d’anciens combattants…Ces dernières servent de structure de base pour promouvoir l’entraide entre les membres, les éduquer politiquement, les sensibiliser pour la chose politique et en particulier pour la cause nationale… Ces associations s’occupent également de la propagande pour mieux recruter dans la mesure où elles sont plus propres du peuple.
À ces organisations de masse s’ajoutent les syndicats sur lesquels le parti a une mainmise réelle surtout chez les membres cégétistes. Quant aux anciens combattants, déçus par les promesses non tenues par la France, ils apportent leurs soutiens au M.D.R.M. avec leur poids social et politique (ils sont les libérateurs de la mère-patrie, les vainqueurs de l’Allemagne, les héros revenus d’Andafy et qui ont obtenu à partir d’octobre 1946 le droit de vote). Mais contrairement aux dirigeants du parti, ils sont plus radicaux dans leur revendication et n’adoptant pas toujours la politique électoraliste et légaliste du M.D.R.M. ; ils sont les premiers mécontents de l’alignement du parti sur l’Union Française.

## Les grandes tendances du M.D.R.M.
Le M.D.R.M., étant une structure partisane, regroupe des Malgaches en vue de l’obtention d’un certain nombre de revendications : la fin des traitements inhumains dont ils sont victimes, l’égalité politique, l’amélioration de leur bien-être, l’autodétermination… Mais pour le parti de la rénovation, le but principal, capable d’englober les autres revendications, est l’indépendance. C’est autour de la forme que celle-ci va prendre qu’apparaît les diverses tendances au sein de la formation politique, symbolisées par les deux tendances : indépendance immédiate et intégrale, indépendance dans l’Union Française.

### L’aile modérée du M.D.R.M.
Quelque temps après leur arrivée en France et surtout après la création du M.D.R.M., les députés malgaches deviennent partisans d’une autodétermination sans rupture brusque ni institutionnelle avec la France dans le cadre de l’Union Française. D’ailleurs, lors des législatives de juin 1946, ils insistent de plus en plus dans leurs discours et leurs propagandes sur les « acquis » de la première Constituante (suppression des institutions les plus impopulaires, réformes sociales…) tout en mettant l’accent sur les activités futures : accélération du rapatriement des soldats malgaches bloqués en France, participation active des Malgaches dans les affaires concernant leur pays voire l’Union Française… Certes, l’indépendance reste le but, mais l’insistance sur ce sujet diminue d’importance. Ainsi, les parlementaires n’hésitent pas à user de leur forte influence pour rallier leurs partisans et les Malgaches à leur prise de position. L’administration elle-même reconnaît les succès qu’ils obtiennent en adoptant une telle stratégie auprès de leurs proches partisans : « depuis le jour où il [Ravoahangy] s’est rallié à la formule de l’Union Française, la presse et les gens qui le soutiennent ont opéré le même mouvement. Il n’y a plus un journal, même parmi les plus violents d’autrefois, qui ne proclame depuis deux mois  l’utilité de la présence française et la nécessité qu’elle se poursuit… Ny Rariny  (La Justice) le Mongo (L’écrasé) chantent les louanges de la France…et se défendent véhémentement de lui être hostile » . Ainsi « indépendance dans l’Union Française » est officiellement la position adoptée par le M.D.R.M., surtout après les élections de juin 1946.
Cette modération est, sans doute, due à l’influence de certaines catégories de personnes, en particulier les intellectuels. En effet, le parti a toujours essayé de séduire cette couche sociale, nécessaire pour faire aboutir leur politique nettement électoraliste. En effet, à ce moment-là, les suffrages sont restreints aux seuls individus remplissant un certain nombre des conditions essentiellement d’ordre socioculturel. C’est ainsi que la plupart des électeurs ont une culture française indéniable, beaucoup d’entre eux sont quelquefois proches de Français de métropole tout en dénonçant ceux de Madagascar coupables de traîtrise envers la civilisation française. Très sensibles à la position du M.D.R.M. vis-à-vis de la France, ce groupe, constitué en majorité d’élites malgaches urbanisées, est le premier qui s’est rallié à cette indépendance dans l’ensemble institutionnel français, autrement une autodétermination sans rupture immédiate avec la métropole. C’est sa partie établie en France qui a pu influencer les députés préoccupés par leur réélection après l’échec de la première Constituante. Ainsi, leur parti et leurs amis nationalistes ont intérêt à ménager et à tenir compte des préoccupations de ce groupe élitiste car leurs voix sont nécessaires pendant les prochaines élections d’autant plus que le parti de la rénovation devient vers la deuxième partie de l’année 1946 un parti figé dans un programme politique électoraliste voire plébiscitaire, tandis que ses leaders croient encore aux vertus d’un parlementarisme. Ces derniers pensant que les victoires électorales légitimeront la revendication de l’indépendance comme elles la garantissent. Ils sont ainsi prêts à tout faire pour obtenir la plus de voix possible quitte à faire des concessions qui risquent de faire des mécontents. R.W. Rabemananjara écrit même que l’Union Française est une « solution concessionnelle »  entre les malgaches. Il reconnaît qu’elle ne satisfait pas tous les nationalistes surtout ceux qui sont les plus hostiles à la France (car ils ont plus souffert de l’oppression coloniale) ; mais c’est un consensus assez souple pour éviter la méfiance des Français et faciliter ainsi le processus d’indépendance.
Cette position prônant la continuation des relations franco-malgaches dans une même structure est celle des dirigeants du M.D.R.M. et de certaines sections comme celles de Tananarive.
Souvent membres de l’élite tananarivienne ou partisans de sa ligne politique, ils sont sensibles à des débats théoriques apanages des seuls intellectuels. Ainsi, ils raffolent des discours dans lesquels on cite souvent des extraits des grands traités politiques ou philosophiques, on argumente avec des réflexions sur la liberté, l’égalité et la justice, on essaie de comprendre le monde contemporain, on évoque avec passion les conférences de paix et le nouveau ordre mondial… bref, tout un débat qui les pousse vers un légalisme et un électoralisme excessifs et vers une politique singulièrement pacifiste. Ces caractères de leur ligne politique viennent également de leur souci de crédibilité et de respectabilité. Longtemps convoitées, ces deux notions si chères et capitales pour cette strate dirigeantes du M.D.R.M. leur sont maintenant accordées  par le pouvoir colonial (du moins jusqu’à l’insurrection de 1947-1948). Ainsi, ils sont tentés de faire des compromis avec les autorités coloniales (le Haut-commissaire de Coppet prête même son avion à Ravoahangy pour qu’il entreprenne une tournée pour inciter les gens à travailler et à rester calmes) quitte à accepter l’idée de l’Union Française au prix de fléchir leur tempérament et leur volonté d’avoir une indépendance totale et immédiate. D’ailleurs, il semble que le goût du pouvoir que la fonction de député leur confrère, aurait un peu terni l’ardeur des parlementaires pour la revendication de cette dernière. C’est également dans ce sens qu’il faut comprendre l’attitude de l’administration française qui veut amener les députés et leurs  partisans vers une « collaboration raisonnée » .
Ainsi la sphère dirigeante du M.D.R.M. se rapproche de plus en plus du pouvoir colonial en se déconnectant petit à petit de l’ensemble de l’appareil du parti. Ses prises de position et ses réactions ne sont plus, dans la plupart du temps, en fonction des intérêts du mouvement nationaliste mais suivant ceux de la strate dirigeante ou de la catégorie sociale de la majorité de ses membres. D'ailleurs, elle pense que l'Union Française lui permet de participer à la gestion des affaires internes de Madagascar. Enfin, les dirigeants du parti pensent que loin d’abandonner la revendication de l’indépendance, ils ne font qu’accepter l’idée d’un processus, certes de moyenne ou de longue durée, mais plus sûr pour le rétablissement de la souveraineté nationale malgache. L’Union Française n’est qu’une étape elle-même difficile mais nécessaire voire obligatoire. Ils croient que cette nouvelle institution mènera à l’indépendance de l’île car dans son article 75, la Constitution de la IVe  République affirme expressément que « les statuts respectifs des membres de la République et de l’Union Française sont susceptibles d’évolution » . Ce statut d’État libre est même accepté pour l’Indochine.
Si les élites formant la strate dirigeante du M.D.R.M. espèrent jouer un quelque rôle dans la direction de Madagascar et de l’Union Française en général, au niveau de la base du parti, la notion d’indépendance est sensiblement différente.

### La ligne intransigeante du M.D.R.M.
Comme les dirigeants, la  majorité des partisans du parti de la rénovation participent également à l’élaboration de sa ligne politique en vue d’un certain nombre d’objectifs. Il en est de même pour le peuple dont le parti se veut être l’expression, c’est-à-dire l’ensemble des Malgaches dans la mesure où le M.D.R.M. se réclame d’être de toutes les tendances existantes ainsi que d’être la conscience publique malgache, des Malgaches en proie avec la dureté de la réalité coloniale. Le parti veut être alors la solution à tous les maux frappant la population indigène ainsi que le remède efficace. Effectivement, les indigènes ont beaucoup souffert et endurent toujours l’oppression coloniale. Ils ont dû faire face aux privations et aux souffrances consécutives à la guerre et à l’effort de guerre, une situation qui est à l’origine du sentiment d’hostilité envers les autorités françaises. Le Haut-commissaire reconnaît que « les réquisitions abusives des travailleurs, accentuées par l’effort de guerre des années 1943, 1944, 1945 avaient provoqué chez la partie importante de la population un mécontentement » . La situation est encore pire dans les régions rurales dans lesquelles les chefs de district et du canton règnent comme des roitelets et abusent de leur pouvoir. Cela explique le penchant de la majorité des Malgaches pour la revendication de l’indépendance que la propagande du M.D.R.M. présente comme la solution ultime aux abus de la colonisation. Le parti lui-même se réclame d’être une nécessité pour organiser et diriger « le peuple sur la double voie de l’émancipation nationale et de la libération sociale » .
Si les dirigeants du parti pensent qu’un changement de la structure du pouvoir colonial peut changer la situation à Madagascar dans tous les domaines (politique, social…), la majorité des Malgaches pense autrement. Il se soucie plutôt de son quotidien marqué par la souffrance dont elle est victime. Elle veut en finir, et le plus vite sera le mieux. Pour cela, elle trouve la politique des sociétés secrètes, très active surtout au niveau des simples gens et dans les zones rurales, plus attirante et plus conforme à son empressement.
Ainsi, la prise de position du parti en faveur de l’Union Française  a  beaucoup  mécontenté  une  frange  importante  de ses militants, en particulier ceux qui se situent au niveau de ses cadres intermédiaires (membres des bureaux administratifs des sections) ainsi que ses militants de base. En effet, plusieurs dirigeants des sections locales du M.D.R.M. se désolidarisent de leurs supérieurs hiérarchiques concernant la ligne politique à suivre. Ils procèdent souvent à des actions en ignorant les directives du bureau politique et n’hésitent pas à développer des idées franchement anti-françaises ; pour eux l’indépendance ne peut être que totale et immédiate avec une rupture vis-à-vis de la France.
Sur le terrain, et en dépit des appels au calme des instances dirigeants du parti, les simples membres n’hésitent pas à résister avec violence aux abus de l’administration coloniale ou ceux des colons. À ce niveau, les partisans d’une indépendance immédiate qu’on doit obtenir avec l’emploi de la force, comme les sociétés secrètes, trouvent leurs partisans les plus convaincus. Cela explique, dans une large mesure, les différents événements tels que l’affaire de Sabotsy Namehana, d’Andrarangavola, d’Anosibe, d’Ifanadiana… Tous ces incidents confirment l’existence d’un mouvement pré-insurrectionnel dont le soubresaut généralisé de mars 1947-1948 n’est que la suite logique. Ainsi, au moment de l’éclatement de l’insurrection de mars 1947, la responsabilité des sections du M.D.R.M. dans la zone insurgée ainsi qu’une bonne partie de sa base paraît flagrante. Elle précipitera la fin du parti.

## L’élimination du M.D.R.M. de l'échiquier politique
L’insurrection est lourde de conséquence pour le mouvement nationaliste malgache, en particulier pour le M.D.R.M.. En fait, peu de temps après l’éclatement des hostilités, les autorités françaises accusent le parti d’être l’investigateur de ces troubles. D’un coup, les arrestations se multiplient (des parlementaires, des membres du bureau politiques, des élus, des militants, des simples membres…). Le parti est dissous le 10 mai 1947. La répression du mouvement nationaliste, illustrée par la suppression de la liberté de la presse malgache, redouble d’intensité.
Le massacre du train de Moramanga, le 5 mai 1947, est emblématique de la répression subie par le mouvement. Les officiers de l'armée française donnent l'ordre, à minuit, de mitrailler trois wagons plombés où étaient enfermés 166 militants du MDRM. La plupart des prisonniers sont tués, tandis que ceux qui survivent seront peu après sommairement exécutés.

### Le parti de la rénovation au lendemain de l’insurrection
De 1947 à 1955 s’opère, sur la pression des choses, l’élimination progressive, à l’exception de Tananarive-ville, des représentants élus du désormais ancien M.D.R.M.. Les députés, les sénateurs et les conseillers provinciaux sont arrêtés, jugés et la plupart condamnés à de lourdes peines. Ils sont remplacés soit par des candidats du PA.DES.M.(le tsimihety Philipbert Tsiranana par exemple), soit par ceux du P.D.M., soit, à partir de 1951, par des personnalités indépendantes. Ce phénomène est particulièrement net en ce qui concerne les Assemblées provinciales.
Ainsi, à Fianarantsoa, sur les dix élus du M.D.R.M. de 1947, du fait de l’insurrection, il n’en reste que deux. Mais ces derniers seront totalement éliminés lors des scrutins de mars 1952. Cette élimination est constatée également dans les autres Assemblées provinciales, excepté celle de Tananarive.
En effet, malgré le succès du candidat du P.D.M., Raberanto Richard, qui bat la communiste Rasoanoro Zèle qui représente l’ancien M.D.R.M., les élections complémentaires d’octobre 1949, et après les « réajustements consécutifs aux événements de 1947 », des nationalistes héritiers du parti de la rénovation se font élire  à l’exemple de Rakotonirina Stanislas, ancien conseiller provincial élu justement sous la couleur du M.D.R.M. en 1947. Avec Rahajarizafy et Rasamoely-Lala (malgré son affiliation au P.D.M. celui-ci fait toujours figure de nationaliste de tendance dure) et le futur maire de Tananarive, la capitale du Territoire reste un bastion nationaliste farouchement revendicatif. Par contre, dans les autres circonscriptions électorales autre que Tananarive-ville, les anciens M.D.R.M. sont éliminés. Ainsi, les Assemblées de Madagascar sont dominées par les adversaires du mouvement de la rénovation. On remarque que les nationalistes merina sont quasiment éliminés de la scène politique au profit de l’élite « côtière » et des représentants « modérés » originaires des Hautes-Terres (« modéré » désigne ici les anciens opposants à la politique indépendantiste de la Rénovation qu’ils soient du PA.DES.M. ou de l’aile très francophile du P.D.M.).
Il est évident que l’administration française a été pour quelque chose dans cette situation. En effet, après l’insurrection, les autorités coloniales à Madagascar veulent éviter le raz-de-marée nationaliste de 1945-1946 pendant lequel des nationalistes qu’elles ne peuvent pas contrôler dominent l’échiquier politique. Ainsi, elles appuient ouvertement ses propres candidats (qualifiés alors d’« administratifs ») et font pression pour qu’ils soient élus, une pratique qui continue même en 1956, année de  la renaissance des activités politiques à Madagascar.
Mais malgré cette élimination des nationalistes « durs » et surtout des partisans de l’ancien M.D.R.M., ce dernier reste la référence politique qui influe sur la vie politique dans la Grande Ile entre 1947 et au lendemain de l’indépendance. D’ailleurs, les anciens  membres  du  parti, tout  en  se montrant  prudents dans leurs actions et activités politiques, n’attendent que le moment propice pour se manifester.
Ainsi, dès la fin des années 1940, certains militants de l’ancien parti commencent à déployer une activité, certes timide et secrète, mais intense. Ils utilisent des moyens détournés pour parvenir à se retrouver et à se regrouper dans le but de reprendre, plus ou moins ouvertement, la lutte pour l’acquisition de l’indépendance. Ainsi, pour ne pas se faire remarquer, ils adoptent entre autres tactiques celle de ne pas attirer l’attention sur leurs faits et gestes, de rester calmes et essayant de gagner ainsi la confiance des autorités coloniales, locales ou centrales.
Mais, un certain nombre des militants M.D.R.M. rejoint le mouvement communiste qu’ils considèrent comme la seule structure dans laquelle ils peuvent continuer la lutte pour l’indépendance. D’ailleurs, nombreux sont les dirigeants et les membres du parti de la  rénovation qui ont fait leur école dans le S.R.I. et le P.C.R.M.. Après l’insurrection, les nationalistes communisants (dont beaucoup étaient des sympathisants du parti dissous) continuent une politique de pénétration, en douceur, au sein de la population par l’intermédiaire des syndicats (en particulier des sections de la C.G.T.) ou des coopératives. Tenimiera, organe communisante, résume le but en écrivant « établissons un syndicat dans chaque village et créons des coopératives, car c’est par ces associations que nos intérêts peuvent être défendus » . Ainsi, par l'intermédiaire des revendications d’ordre social et économique (salaires, ravitaillement…), ils essayent de répandre leurs  idées  politiques  indépendantistes   (et parallèlement  leur idéologie communiste). La banlieue de Tananarive et le Vakinankaratra en particulier, la province centrale en général, sont les régions dans lesquelles ils ont le plus travaillé.
Dissous officiellement et son activité interdite à Madagascar, l’influence du M.D.R.M. est importante pour que de telles mesures puissent anéantir le parti et le mouvement qu’il a créé.

### Le mythe M.D.R.M.
Sur les ordres du Haut-commissaire, les anciens membres du parti doivent donner leur démission devant le chef de district. Ainsi, les « soumissions » se multiplient un peu partout. Mais certains partisans de la formation politique continuent toujours à croire que l’idéal répandu par le parti reste. De là est né le mythe M.D.R.M. ainsi que celui de ses dirigeants, notamment les parlementaires. L’une des formes que ce mythe prend est le refus de la part des anciens membres de donner leur démission et de se considérer comme faisant encore du parti interdit. Ils disent que « Ravoahangy est arrêté mais son esprit est avec nous » . Dans le district d’Antsirabe, les nationalistes du M.D.R.M. déclarent être prêts à suivre le sort des députés. Leur détermination est telle que l’administration pense être en présence des « fanatiques » n’hésitant pas à « faire un coup » dès que les circonstances l’auraient permis. Certains portent même le deuil en souvenir des nationalistes emprisonnés, torturés et mis à mort. Ainsi, à Antsirabe, un homme refuse d’enlever sa barbe et sa moustache en déclarant : « je suis encore en deuil, parce que mes camarades du M.D.R.M. sont tous en  prison. Et tant qu’ils ne seront pas tous mis en liberté, je n’enlèverai pas ma barbe et ma moustache ».
Ainsi, le parti de la rénovation continue de vivre à travers ceux qui étaient ses partisans. Ils sont les premiers à rejoindre les rangs des formations politiques qui naissent en 1956 et perpétuent ainsi la longue chaîne qui relie les différentes structures du nationalisme malgache.
À partir de 1946, l’histoire politique de Madagascar est étroitement liée à celle du Mouvement Démocratique de la Rénovation Malgache. En effet, aucune structure n’a jamais possédé autant d’importance et d’influence. En fait, le parti est omniprésent au sein de toutes les classes sociales et conditionne souvent la vie communautaire et individuelle de la population. Avec ses 400 000 à 800 000 membres et ses milliers de sections éparpillées à travers la Grande Ile, il touche presque tous les Malgaches, créant autour de lui un phénomène nationaliste impressionnant que même son interdiction en 1947 ne l’a pas empêché d’influencer encore la vie politique à Madagascar entre l’insurrection et l’avènement de l’indépendance en 1960.